# Procuratore generale dello Stato
     Procuratore generale democratico
     Procuratore generale repubblicano
     Procuratore generale indipendente
     Procuratore generale neo progressista

Affiliazione di partito degli attuali procuratori degli Stati Uniti:
Procuratore generale democratico
Procuratore generale repubblicano
Procuratore generale indipendente
Procuratore generale neo progressista

Il Procuratore generale dello Stato è una funzione che esiste all'interno dei 50 stati e territori degli Stati Uniti. È il principale consulente legale del governo ed è responsabile dell'applicazione della legge nello stato. In alcuni stati, il Procuratore generale dirige il Dipartimento di Giustizia di Stato, con responsabilità simili al Dipartimento di Giustizia degli Stati Uniti.

## Elezione o nomina
La maggior parte dei procuratori generali sono eletti a suffragio universale diretto, come avviene in 43 stati. I procuratori generali eletti sono nominati per un mandato di quattro anni, ad eccezione del Vermont, dove il termine è di due anni.
Sette stati non eleggono il loro procuratore generale. Negli stati di Alaska, Hawaii, New Hampshire, New Jersey e Wyoming, il procuratore è nominato dal governatore. Il Procuratore generale del Tennessee è nominato dalla Corte Suprema dello Stato per un periodo di otto anni. Nel Maine, viene eletto dalla legislatura statale per un periodo di due anni.
Il distretto di Columbia e i territori di Guam e Isole Marianne settentrionali eleggono il loro procuratore generale per quattro anni. Nelle Samoa americane, a Porto Rico e nelle Isole Vergini Americane, è nominato dal governatore. A Puerto Rico, il procuratore è ufficialmente noto come "segretario della giustizia", ma è comunemente noto come "Procuratore generale".

## Partito di appartenenza
Nel febbraio del 2018 erano presenti 27 procuratori repubblicani e 22 democratici, il procuratore generale dell'Alaska era indipendente.